# Ardıç (Pertek)
Ardıç ist ein Dorf (Köy) im Landkreis Pertek der türkischen Provinz Tunceli. Im Jahr 2011 lebten in Ardıç 164 Menschen.